# Jadwiga Becelewska
Jadwiga Becelewska (ur. 21 grudnia 1930 w Ślesinie, zm. 4 lipca 2024) – polska polityk, posłanka na Sejm PRL VII i VIII kadencji.

## Życiorys
Uzyskała wykształcenie zasadnicze zawodowe. W 1949 podjęła pracę w Zakładach Przemysłu Odzieżowego „Modena” w Rawiczu. W 1952 wstąpiła do Polskiej Zjednoczonej Partii Robotniczej. W latach 1974–1975 była słuchaczką WUML. W 1976 uzyskała mandat posłanki na Sejm PRL VII kadencji w okręgu Leszno. Zasiadała w Komisji Planu Gospodarczego, Budżetu i Finansów oraz w Komisji Pracy i Spraw Socjalnych. W 1980 uzyskała reelekcję. W Sejmie VIII kadencji zasiadała w Komisji Pracy i Spraw Socjalnych, Komisji Przemysłu Lekkiego, Komisji Mandatowo-Regulaminowej oraz w Komisji Polityki Społecznej, Zdrowia i Kultury Fizycznej.
Otrzymała Medal 30-lecia Polski Ludowej i tytuł Zasłużonego Pracownika Przemysłu Lekkiego.
Pochowana wraz z Zenonem Becelewskim (1931–2018) na cmentarzu parafialnym w Rawiczu.